# Джон Салліван
Джон Джозеф Салліван (англ. John Joseph Sullivan; нар. 20 листопада 1959, Бостон, штат Массачусетс) — американський юрист і державний службовець, 19-й заступник Державного секретаря США (2017–2019).
Посол США в Росії з 2020 до 4 вересня 2022.

## Біографія
У 1981 р. закінчив Браунський університет, у 1985 р. отримав ступінь доктора права в Колумбійському університеті. Був судовим клерком судді Апеляційного суду п'ятого округу Джона Майнора Віздома і судді Верховного суду США Девіда Саутера.
У 1991 р. Салліван працював радником помічника генерального прокурора Майкла Латтіга (Міністерство юстиції). Заступник головного юрисконсульта виборчої кампанії президента Джорджа Буша у 1992 р.
У 1993 р. Салліван приєднався до юридичної фірми Mayer, Brown, Rowe & Maw у Вашингтоні.
У лютому 2004 р. міністр оборони Дональд Рамсфелд призначив Саллівана заступником головного юрисконсульта Міністерства оборони США.
Головний юрисконсульт Міністерства торгівлі з 2005 по 2008 рр., заступник міністра торгівлі з 2007 по 2009 рр.
З 2010 по 2016 рр. — голова спеціального урядового комітету з налагодження економічних відносин США і Іраку.
З 2020 до вересня 2022 року був послом США у РФ.

## Родина
Одружений, має трьох дітей. Племінник останнього посла США в Ірані Вільяма Саллівана.